# Der Hammermörder
Der Hammermörder ist ein deutscher Spielfilm aus dem Jahre 1990 nach dem gleichnamigen Roman von Fred Breinersdorfer, der auch das Drehbuch schrieb. Der Film ist an die wahre Geschichte des Serienmörders Norbert Poehlke angelehnt.

## Handlung
Der Film spielt Mitte der 1980er Jahre in der Umgebung von Stuttgart. Erich Rohloff ist ein einfacher Polizeibeamter und liebevoller Familienvater. Die Familie bewohnt ein Eigenheim, bei dessen Bau sie sich, trotz eines kleineren Lottogewinns, finanziell vollkommen übernommen hat. Es droht der Verlust des Hauses, Handwerker drängen auf Bezahlung ihrer Rechnungen. Der Vater leidet noch dazu unter den nicht erfüllbaren Wünschen seiner Kinder, gleichzeitig ist er krampfhaft darum bemüht, dass „die Leute“ einen guten Eindruck von seiner Familie haben sollen.
Daher darf niemand etwas von der finanziellen Misere erfahren, die Rohloffs leben im Alltag äußerst sparsam, nach außen hin werden jedoch Statussymbole wie ein teurer Mercedes präsentiert. Rohloff ist von solchen Dingen offenbar krankhaft abhängig, gegenüber Freunden äußert er sich grob abwertend über Leute, die nur einen Kleinwagen fahren und in einer Mietwohnung leben – hierdurch wird der Kontrast zwischen dem Anspruch und der Wirklichkeit noch deutlicher. In der Realität wird die finanzielle Situation der Familie nämlich immer aussichtsloser: Die Bank weigert sich, den Kredit zu erhöhen, da sie bereits das Gehalt des Polizeimeisters gepfändet hat und daher der Familie rechnerisch für den Lebensunterhalt eigentlich gar kein Geld mehr übrig bleibt. Auch zwischen den Eheleuten kommt es zu Streit, Rohloff beschuldigt seine Frau, sie könne mit Geld nicht umgehen oder würde größere Beträge vor ihm verstecken, auch behauptet er, sie vernachlässige den Haushalt und die beiden Söhne, was einen schlechten Eindruck auf „die Leute“ mache. Es wird deutlich, dass Rohloff den Tod ihrer Tochter vor einigen Jahren nicht verkraftet hat. Zudem ist er offenbar eine schwache Persönlichkeit: Gegenüber seiner Frau tritt er gerne als „Herr im Haus“ auf und weist sie grob zurecht, sobald aber aufgebrachte Handwerker erscheinen, die Geld fordern, überlässt er die Auseinandersetzung ihr und versteckt sich vor den Gläubigern.
Eines Tages hat Rohloff plötzlich eine größere Geldsumme zur Verfügung, seiner Frau erklärt er, er bewache als Nebenjob für einen gewissen Wagner Pelztransporte. Die Identität dieses Mannes bleibt unklar, als das Geld verbraucht ist, bestürmt Frau Rohloff ihren Mann (der regelmäßig das Haus für seinen angeblichen Nebenjob verlässt) endlich den ausstehenden Lohn von Wagner einzufordern, allerdings kann Rohloff sich angeblich nicht nachdrücklich gegen die schlechte Zahlungsmoral seines Auftraggebers wehren, da er das Geld „schwarz“ verdient und daher niemand etwas davon erfahren darf. Schließlich kommt es sogar so weit, dass die Familie an Weihnachten im kalten Zimmer sitzt, da das Heizöl aufgebraucht ist und der Lieferant nur gegen Vorkasse tätig wird oder dass sie bei einem Ausflug in den Zoo peinlicherweise die Rechnung im Café nicht bezahlen kann. Dann aber zahlt Wagner angeblich doch, so dass die Familie zumindest für kurze Zeit keine finanziellen Probleme mehr hat. Allerdings wird das Geld nicht unbedingt sinnvoll eingesetzt: Ohne Zustimmung seiner Frau bestellt Rohloff beispielsweise neue Möbel, obwohl die alten eigentlich noch völlig in Ordnung sind - Sie stammen noch aus der alten Mietwohnung und passen seiner Meinung nach nicht in das „repräsentative“ Haus.
In dieser Zeit werden in der Gegend Banküberfälle von einem einzelnen Täter verübt. Der Täter geht jeweils auf die gleiche Weise vor. Er beschafft sich zunächst einen Fluchtwagen, wobei er die Fahrer jeweils erschießt, und überfällt dann eine Bank, indem er mit einem Vorschlaghammer die Sicherheitsverglasung des Kassenschalters zerschlägt. Die Presse nennt ihn schnell den Hammermörder. Eine Großfahndung wird eingeleitet. Die Polizei beginnt auch innerhalb der eigenen Reihen zu ermitteln da der Täter eine typische Polizeiwaffe benutzt hat. Relativ schnell wird ein Polizist verhaftet, der ohne nachvollziehbaren Grund über sehr viel Geld verfügt. Als diese Nachricht die Runde macht, ist Rohloff plötzlich gut gelaunt und ausgeglichen wie schon lange nicht mehr. Im Kreis von Kollegen äußert er, dass so ein skrupelloser Mörder die Todesstrafe verdient habe. Doch bald stellt sich heraus, dass der Verdächtige unschuldig ist. Nun müssen alle Polizisten ihre Dienstwaffen zur Untersuchung vorlegen.
Erich Rohloff gerät auch unter Verdacht, kann sich jedoch zunächst aus der Sache herauswinden. Auch seine Frau hat Verdacht geschöpft – als in einer Fernsehsendung ein vom Täter zurückgelassener Hammer gezeigt wird, kommt ihr dieser bekannt vor. Ihr Mann reagiert in dieser Situation heftig und schaltet den Fernseher wutentbrannt aus. Damit seine Frau die angekündigte Fahndung nach dem Hammermörder in der Fernsehsendung Aktenzeichen XY...ungelöst nicht anschauen kann, manipuliert er den Fernseher, doch seiner Frau gelingt es, ihn zu reparieren. Auch entdeckt sie, dass im Keller des Hauses ein offenbar neu gekaufter Vorschlaghammer hängt.
Nun schließt sich die Schlinge enger: Rohloffs Waffe wurde zur Untersuchung eingefordert und er muss im Krankenhaus seine genaue Blutgruppe feststellen lassen. Zunächst kann er sich noch einen Aufschub verschaffen, indem er darum bittet, in ein weiter entfernt liegendes Krankenhaus gehen zu dürfen, wo ihn niemand kennt, doch sobald die Ergebnisse der Untersuchung seiner Dienstwaffe vorliegen, wird er unweigerlich entdeckt werden. Als Rohloffs Frau ihm schließlich ins Gesicht sagt, dass sie ihn für den Hammermörder hält, erschießt er sie und den ältesten Sohn und flieht mit dem jüngsten Sohn nach Italien ans Meer. Hier erschießt er den Jungen und dann sich selbst.

## Im Film dargestellte Personen
| Darsteller      | Rolle           | Reale Person         |
| --------------- | --------------- | -------------------- |
| Christian Redl  | Erich Rohloff   | Norbert Poehlke (†)  |
| Ulrike Kriener  | Christa Rohloff | Ingeborg Poehlke (†) |
| Silvan Oesterle | Steffen Rohloff | Adrian Poehlke (†)   |
| Timmy Vetter    | Andy Rohloff    | Gabriel Poehlke (†)  |

Der Film folgt weitgehend authentisch den Ereignissen um Norbert Poehlke soweit sie durch die Ermittlungsbehörden festgestellt wurden. Fiktiv sind allerdings die sich innerhalb der Familie abspielenden Ereignisse insbesondere im Bezug auf das Verhältnis der Eheleute zueinander. So wird im Film dargestellt, dass die Ehefrau des Täters bereits recht früh Verdacht schöpft und ihren Mann schließlich darauf anspricht. Im wirklichen Kriminalfall Poehlke konnte dies nach dem Tod aller Beteiligten nicht mehr festgestellt werden, auch wenn es Anzeichen dafür gab, dass Frau Poehlke zumindest gegen Ende hin in der intensiven Fahndung ihren Mann wiedererkannt haben müsste.

## Kritiken
- Lexikon des internationalen Films: „Ein kammerspielartiger Kriminalfilm nach einem authentischen Fall, der sich ohne aufregende Effekte auf die Entwicklung einer kleinbürgerlichen Katastrophe konzentriert und durch seine guten Hauptdarsteller Intensität und Dichte erzielt.“[1]
- Der Spiegel: Ein Klassiker des deutschen Fernsehfilms[2]

## Auszeichnungen
Bernd Schadewald, Christian Redl und Ulrike Kriener wurden 1991 mit dem Adolf-Grimme-Preis mit Silber ausgezeichnet.